# Eleutherodactylus gaigeae
Pristimantis gaigei là một loài ếch trong họ Leptodactylidae.
Nó được tìm thấy ở Colombia, Costa Rica, và Panama.
Các môi trường sống tự nhiên của chúng là các khu rừng khô nhiệt đới hoặc cận nhiệt đới, rừng ẩm vùng đất thấp nhiệt đới hoặc cận nhiệt đới, sông, và hang.

## Hình ảnh

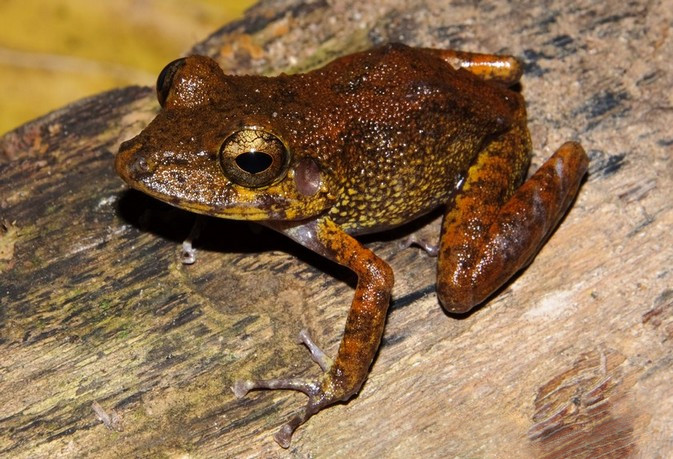